# Presidência de Alberto Fernández
A presidência de Alberto Fernández iniciou a 10 de dezembro de 2019.
Em maio de 2019 anunciou-se a fórmula presidencial da Frente de Todos, composta por Alberto Fernández e Cristina Fernández de Kirchner. Esta fórmula impôs-se nas eleições celebradas em 27 de outubro de 2019. Em 10 de dezembro de 2019 Alberto e Cristina Fernández assumiram a presidência e vice-presidência, respectivamente.

## Eleição

### Candidatura à presidência

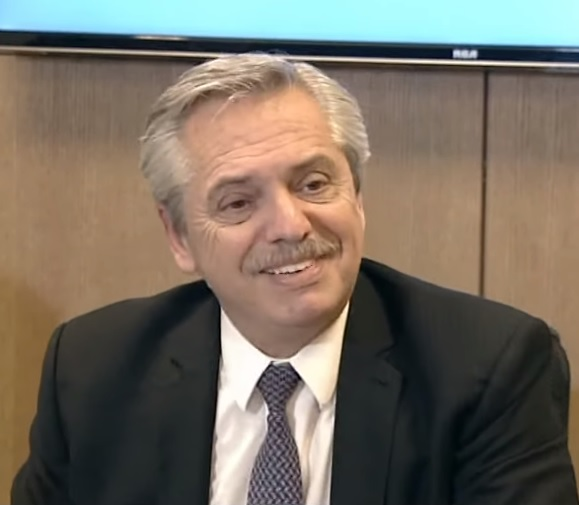
Fernández durante a conferência do 14 de agosto de 2019 realizada depois do chamado que teve com o então presidente Mauricio Macri.

Em 18 de maio de 2019 Cristina Fernández de Kirchner anunciou sua fórmula eleitoral com Alberto Fernández como pre-candidato a presidente e ela mesma como pre-candidata à vice-presidência para as eleições de 2019. Seu primeiro ato de campanha foi na província de Santa Cruz junto à governadora Alicia Kirchner.
Em 12 de junho Fernández e Sergio Massa chegaram a um acordo para formar uma aliança chamada Frente de Todos. Massa anunciou que apresentar-se-ia como primeiro candidato a deputado nacional pela província de Buenos Aires. Em 7 de agosto Fernández fechou sua campanha na cidade de Rosario junto a seu pre-candidata a vice-presidenta Cristina Kirchner e assinou um compromisso com 19 governadores peronistas.
Em 11 de agosto, Alberto Fernández obteve o primeiro posto nas eleições primárias de 2019, com o 47,78 % dos votos, em frente ao 31,79 % do presidente Mauricio Macri.
Em 13 e 20 de outubro sucederam-se os dois debates presidenciais pautados por lei. Em 24 de outubro Fernández fechou sua campanha na cidade de Mar del Plata junto a Fernández de Kirchner e um grupo de governadores peronistas.
Em 27 de outubro, Alberto Fernández triunfou nas eleições com o 48,24 % dos votos em frente ao 40,28 % do então presidente Mauricio Macri, resultando eleito presidente na primeira volta.

### Período de transição
Ao dia seguinte da eleição, o presidente de saída Mauricio Macri convidou a Fernández à Casa Rosada para dar início à transição, onde tiveram uma reunião na qual Fernández definiu quem ia coordenar a sua equipa de transição: Santiago Cafiero, Eduardo de Pedro, Gustavo Béliz e Vilma Ibarra.
Em 29 de outubro, Fernández participou do acto de indigitação de Juan Luis Manzur como governador da província de Tucumán. Em 1 de novembro participou na Universidade Nacional de Três de Fevereiro de uma palestra sobre «Cultura, política e capitalismo tardio» junto ao ex-presidente uruguaio Pepe Mujica. Ao dia seguinte viajou ao México, onde esteve uma semana, para reunir com o presidente Andrés Manuel López Obrador e o ex-presidente de Equador Rafael Correia. Ademais colaborou com empresários desse país, entre eles Carlos Slim, na busca de melhorar o intercâmbio comercial com esse país. Nesse mesmo dia manteve uma conversa telefónica com o presidente dos Estados Unidos, Donald Trump, quem o felicitou por seu triunfo eleitoral e lhe prometeu ajuda nas gestões ante o Fundo Monetário Internacional.
Em 8 de novembro Fernández visitou a sede da Confederação Geral do Trabalho, onde realizou uma homenagem aos sindicalistas Saúl Ubaldini e José Ignacio Rucci. Em 9 de novembro inaugurou o segundo encontro do Grupo de Povoa, em Buenos Aires, onde manifestou sua felicidade pela libertação de Lula da Silva, a quem o tinha visitado em prisão em julho de 2019, e sua intenção de colaborar pela paz no país vizinho de Chile, devido aos protestos sofridos desde o mês de outubro.
Em 11 de novembro depois da renúncia de Evo Morais à presidência de Bolívia, Fernández denunciou um golpe de Estado contra o ex-mandatário e manteve uma conversa telefónica com o então presidente Macri onde lhe solicitou lhe outorgar asilo a ex-funcionários do governo de Morais.
Em 13 de novembro, o Congresso em Assembleia Legislativa reconheceu os resultados definitivos das eleições e proclamou eleitos presidente e vice-presidenta à fórmula Fernández-Fernández. Em 14 de novembro, Fernández visitou Montevidéu para reunir-se com o então presidente Tabaré Vázquez e com o candidato oficial Daniel Martínez, a quem manifestou seu apoio para as eleições presidenciais. Ao dia seguinte regressou a Buenos Aires onde presidiu a primeira reunião do Conselho Federal Argentina contra a Fome junta a seu coordenador Daniel Arroyo, o apresentador de televisão Marcelo Tinelli, a avó de Praça de Maio Estela de Carlotto e organizações sociais.
Em 6 de dezembro, Fernández apresentou o seu gabinete que acompanhá-lo-ia na primeira etapa de seu governo: Santiago Cafiero (chefe de Gabinete), Felipe Solá (Chanceler), Eduardo de Pedro (Interior), Martín Guzmán (Economia), Luis Basterra (Agricultura), Juan Cabandié (Ambiente), Roberto Salvarezza (Ciência), Tristán Bauer (Cultura), Agustín Rossi (Defesa), Matías Kulfas (Produção), Daniel Arroyo (Desenvolvimento Social), María Eugenia Bielsa (Moradia), Nicolás Trotta (Educação), Marcela Losardo (Justiça), Elizabeth Gómez Alcorta (Equidade), Gabriel Katopodis (Obras Públicas), Ginés González García (Saúde), Sabina Frederic (Segurança), Claudio Moroni (Trabalho), Mario Meoni (Transporte) e Matías Lammens (Desportos). Em 8 de dezembro, Fernández e Mauricio Macri presenciaram uma «missa pela unidade e a paz» convocada pela Conferência Episcopal Argentina na basílica de Luján, com motivo do dia da Imaculada Concepção da Virgem Maria.

## Indigitação

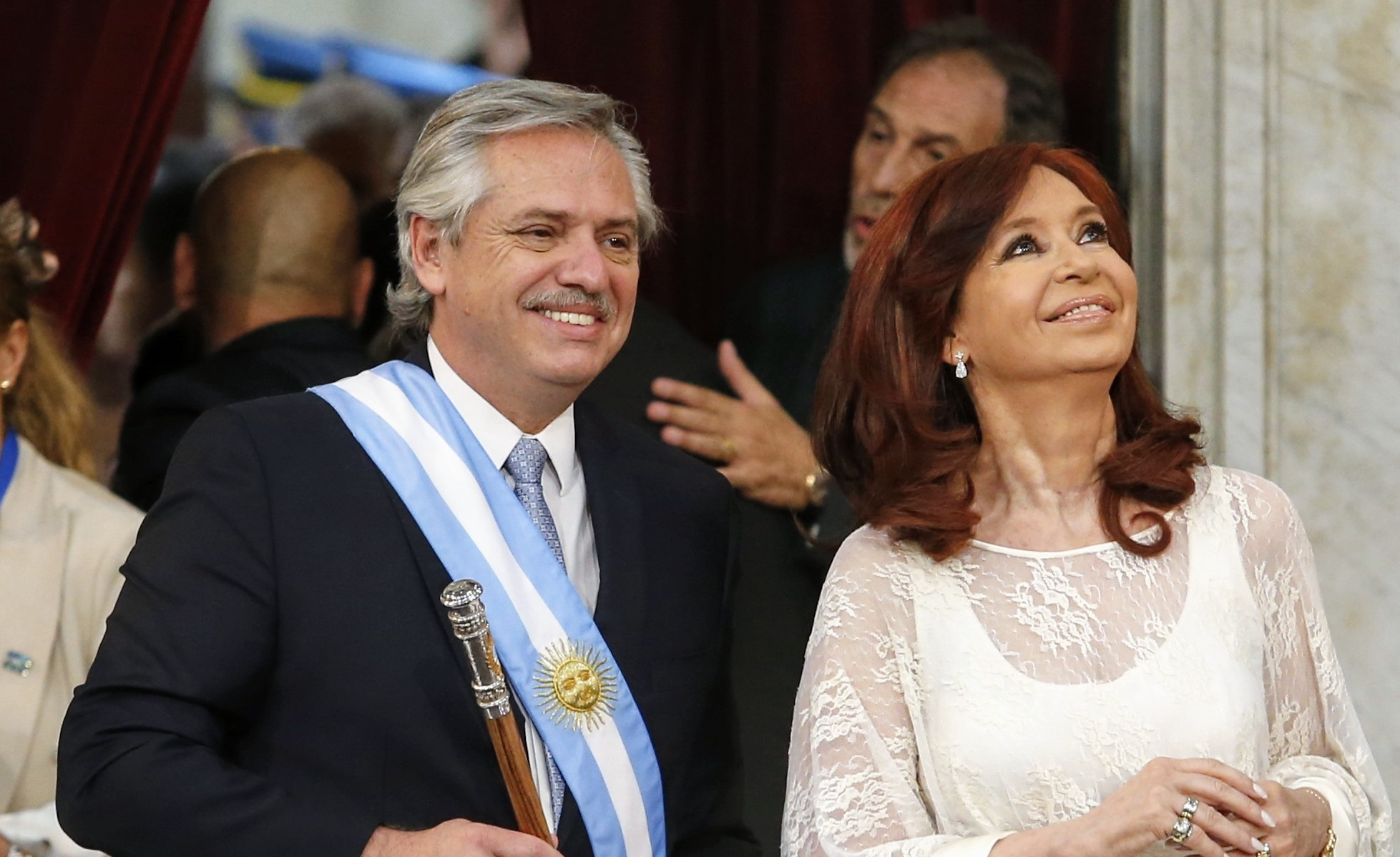
Fernández, em sua Assunção Presidencial, junto à Vice-presidenta entrante, Cristina Fernández de Kirchner

Posteriormente recebeu de mãos do presidente em saída Mauricio Macri a bengala e a banda presidencial. Depois de juramento, o presidente brindou um discurso de uma hora de duração, onde convocou «a unidade de todos os argentinos em apoio da construção de um contrato de cidadania social para superar o ódio, a fome e o desperdício» e mencionou que «arranjar os problemas económicos vai levar um tempo».

## Gabinete de Ministros

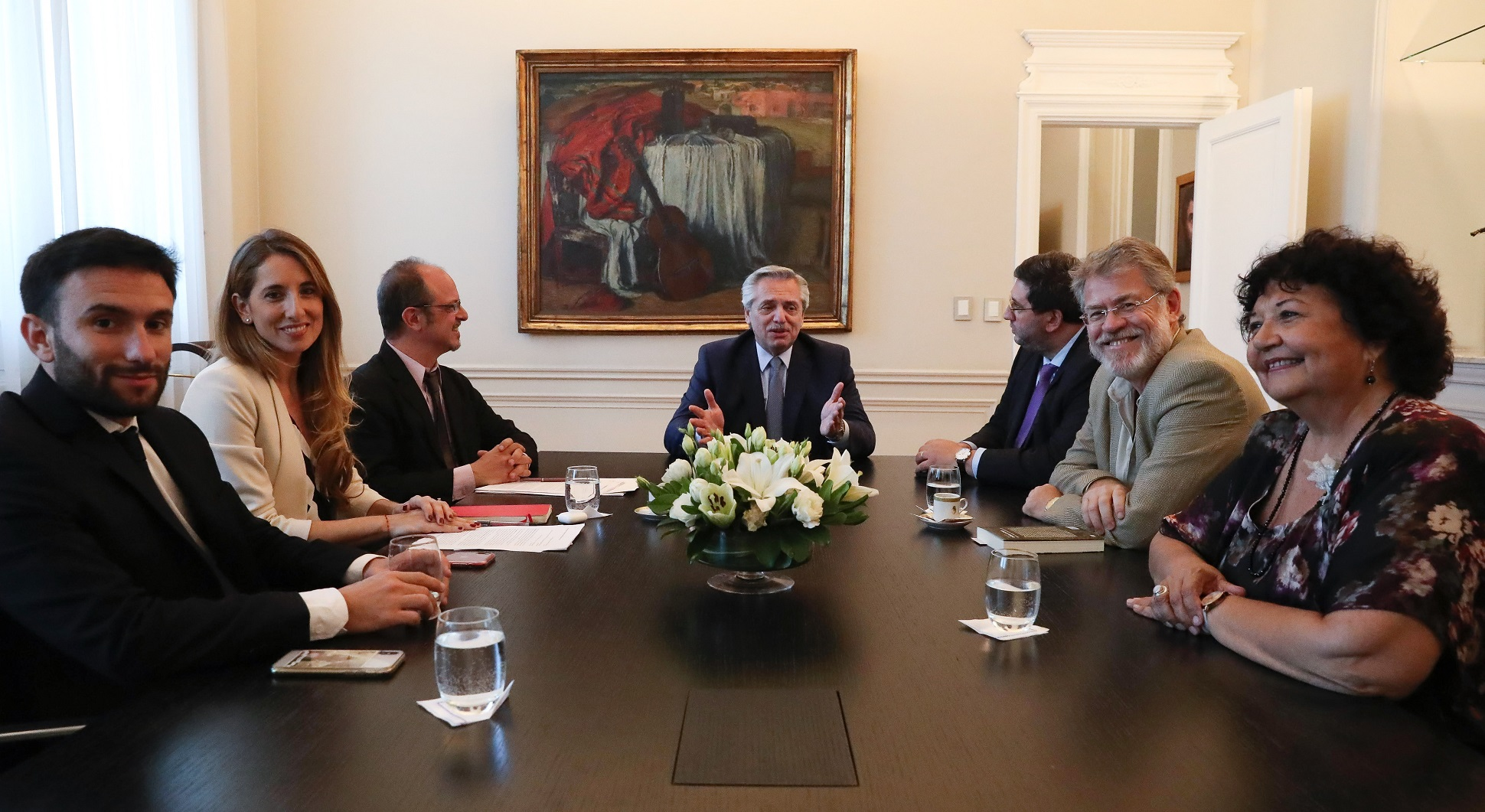
O presidente Fernández com seu Conselho de Assessores.

Quatro dias dantes de assumir a presidência, Fernández anunciou aos ministros que acompanhá-lo-iam em sua gestão, a quem lhes tomou juramento em 10 de dezembro desse mesmo ano. No primeiro dia o presidente criou dois novos ministérios: o Ministério das Mulheres, Géneros e Diversidade e o Ministério de Desenvolvimento Territorial e Habitat, além de devolver-lhe a categoria a outros que tinham sido rebaixados a secretarias durante o governo de Mauricio Macri.
Fernández definiu a sua vez seu Conselho de Assessores, uma equipa de académicos que «trabalharão para gerar conteúdo político contribuindo uma vista sobre a sociedade e o estado de sua gestão», integrado pelo chefe de Assessores Presidenciais Juan Manuel Olmos, a socióloga Dora Barrancos, a politóloga Cecilia Nicolini, o antropólogo Alejandro Grimson e o filósofo Ricardo Forster.

## Política económica

### Renegociação da dívida externa
O projeto de lei enviado pelo executivo consta de 88 artigos que faculta ao Poder Executivo a declarar a emergência pública em matéria económica, financeira, fiscal, administrativa, pensionista, tarifaria, energética, sanitária e social até 31 de dezembro de 2020. O projeto foi convertido na lei N.º 27541. Depois, com os decretos 1042/2020 e 12/2022, prorrogou-se a lei até 31 de dezembro de 2022. O ministro Guzmán explicou que a lei continha uma série de medidas para conseguir um «programa macroeconómico consistente» e proteger «aos argentinos em condições de vulnerabilidade».
Em temas impostos na lei criaram um novo tributo, chamado «Imposto para uma Argentina Inclusiva e Solidária» (PAIS), que impõe uma quota de 30% sobre a compra de dólares estadounidenses. Ficam excetuados deste imposto o pagamento de serviços de saúde, medicamentos, o uso de plataforma educativas e a compra de livros. O 67% do arrecadado destinar-se-á ao financiamento dos programas da ANSES, o 30% a infraestrutura económica e moradia social e o 3% restante a um fundo solidário de competitividade agroindustrial. Ademais fixa-se um aumento do imposto aos bens pessoais e faculta-se ao Executivo a cobrar o duplo a tenências sediadas no exterior. e novos topos para as retenções à exportações, que passam de 30% a 33% para soja e de 12% a 15% para trigo e milho. Para os sectores de baixos recursos dispôs-se uma devolução do IVA a compra com cartão de débito de até 700$. Elimina-se o imposto à renda financeira às poupanças em pesos.
Na área produtiva criou-se um plano de regularização de dívidas para as pequenas e médias empresas, que permite pagar em 120 quotas com dedução nas multas e interesses.
Em temas sociais autorizou-se ao Poder Executivo a congelar as tarifas de eletricidade e gás e levar adiante uma revisão do quadro tarifário. A sua vez intervieram-se os entes reguladores de eletricidade e do gás por um ano.
A lei suspende a mobilidade jubilatória aprovada em 2017 por 180 dias. O Executivo dará dois aumentos discrecionais durante esse período enquanto elabora-se uma nova lei de mobilidade. O governo anunciou uma bonificação de 5000$ em janeiro e fevereiro para aposentados que ganhem a mínima.

### Comércio interior
Em 31 de dezembro venceu os decretos 567/2019 e 602/2019 de eliminação do imposto ao Valor Agregado a 13 alimentos do cabaz básico estabelecidos pelo governo de Mauricio Macri em agosto de 2019 depois de perder as eleições primárias. Isto provocava a restituição do imposto de 21% nos preços. A partir disto, o governo decidiu não prorrogar o benefício e negociou com as principais correntes de supermercados um incremento de 7% nos valores dos alimentos, a se aplicar a partir de 2 de janeiro de 2020.
Em 7 de janeiro, o governo relançou o programa Preços Cuidados, que substitui a então a lista de 550 artigos por uma lista de 312 produtos de primeira marca com uma redução de 8% em seus preços, num acordo com empresas e supermercados.
Em fevereiro aprovou-se a lei de prateleiras com o propósito de potenciar a concorrência. Estabelece que uma mesma marca não poderá superar o 30% do espaço disponível nas prateleiras que compartilha com produtos de similares características para assim reduzir condutas de monopólio e favorecer a concorrência e a participação de PMEs.

### Retirada de co-participação à cidade de Buenos Aires
Em 9 de janeiro, o governo anunciou que analisa uma retirada da co-participação federal de impostos à cidade de Buenos Aires de ao menos um ponto, equivalente a mais de $30 bilhão de pesos argentinos, ao retrair o aumento outorgado pelo governo de Mauricio Macri através de um Decreto em 2016, que passou de 1,4% ao 3,75% para financiar o orçamento de parte da polícia Federal ao âmbito da cidade, e que posteriormente se reduziu a 3,5% depois da assinatura do Consenso Fiscal 2017 com as 24 jurisdições.
A medida já foi analisada durante a campanha presidencial de 2019, depois do primeiro debate, quando Fernández questionou a desproporção da distribuição ao afirmar que «o orçamento de parques e praças da Capital tanto faz ao orçamento de todo o município da Matança». Através das redes sociais, dirigentes opositores manifestaram sua rejeição, entre eles a ex-ministra Patricia Bullrich que afirmou «mudar as regras de jogo é uma clara extorsão» e o legislador Gabriel Solano que disse «o objetivo não será favorecer ao interior, sina fazer um novo ajuste para pagar a dívida».
Ao respeito, o chefe de Governo portenho Horacio Rodríguez Larreta ratificou sua «vocação de manter o diálogo com o governo nacional» e que «sua responsabilidade é garantir o bom funcionamento da cidade», enquanto o presidente Fernández afirmou que «está tudo bem com a cidade, estamos a conversar. Todos sabem que temos que ajustar e ordenar contas, e vamos trabalhar juntos». Posteriormente o chefe de Gabinete Santiago Cafiero afirmou que «não se tomou ainda a decisão» e que à cidade «se lhes deu uma mordomia mal se iniciou o governo de Macri. E isso é questionável, porque é uma mordomia à cidade mais rica do país».
Em 16 de fevereiro, o governo, mediante o Decreto 145/2020, derogou o Decreto 740/19 que facultou à Agência de Administração de Bens do Estado  (AABE) a outorgar bens imóveis do Estado nacional «a fim de cancelar dívidas e/ou enfrentar compromissos de assistência económico financeira e/ou extinguir qualquer outra obrigação pecuniária que tenha assumido o Estado nacional com as províncias e a Cidade de Buenos Aires», e ordenou à AABE a revisão de todas as operações realizadas entre 10 de dezembro de 2015 e 10 de dezembro de 2019 que implicaram a cessão de imóveis e terrenos à Cidade de Buenos Aires, ante a deteção de «vícios que possam implicar seu nulidade», bem como «eventuais factos ou atos ilícitos».  O governo da Cidade defendeu a cessão de imóveis ao distrito já que «não há nada que tenha sido um invento dos últimos meses. Estão os expedientes administrativos de todas as sessões, são processos muito longos que em alguns casos terminaram muito sobre a data de entrega do poder».
Em 9 de setembro o presidente anunciou que o governo nacional tirar-lhe-á um ponto de co-participação à cidade de Buenos Aires para o destinar a pagar o aumento salarial da Polícia da Província de Buenos Aires que se encontrava no meio de um desemprego de atividades. Retraindo o aumento à CABA que tinha estabelecido por Decreto o ex-presidente Mauricio Macri.

## Política de energia
O Poder Executivo atribuiu a administração do área da energia, mineração e combustíveis ao Ministério de Desenvolvimento Produtivo, a cargo do economista Matías Kulfas.
Em 29 de dezembro de 2019 a empresa estatal de hidrocarbonetos YPF aumentou o preço do combustível num 5 %. Em maio de 2021 aumentou em 6 % e somou para então um total de doze aumentos; e em junho de 2022 o preço novamente aumentou, desta vez num 13,5 %.
Em novembro de 2020 o Poder Executivo declarou de interesse nacional a produção do gás natural e aprovou o «Plano de Promoção da Produção do Gás Natural Argentino-Esquema Oferece e Demanda 2020-2024».
Em maio de 2022 surgiu uma crise por escassez de gasolina (ou diesel); e, para 6 de junho, dezanove das vinte e três províncias permaneciam com a falta deste combustível.
O governo projeta a construção do gasoduto Presidente Néstor Kirchner. Este projeto foi declarado de interesse público nacional pela Secretaria de Energia a 7 de fevereiro de 2022. Em 3 de junho o governo abriu uma licitação pública para a construção do gasoduto, cujo trajeto uniria o lugar de Tratayén (província de Neuquén) com San Jerónimo (província de Santa Fé), passando pelas províncias de Rio Negro, A Pampa e Buenos Aires.
Em junho o Poder Executivo, por intermediário de ENRE e ENARGAS, aumentou a tarifa da energia elétrica num 16,5 %; e a tarifa do gás natural entre 18 % e 25 %. Também implementou uma «segmentação» das tarifas segundo os níveis de rendimentos dos utentes. O ministro de Economia Guzmán argumentou que o regime de subsídios era «pró-rico» já que beneficiava de forma igualitária a todos os utentes.
Paralelamente, a 4 de junho Fernández solicitou a Kulfas a renúncia a seu cargo de ministro. No meio surgiu um escândalo pela licitação do gasoduto Presidente Néstor Kirchner. Em 6 de junho Kulfas apresentou sua carta de renúncia (de catorze folhas). Seu substituto é o ex-governador da província de Buenos Aires Daniel Scioli.

## Política social
O licenciado Daniel Arroyo foi designado por Férnandez à frente do Ministério de Desenvolvimento Social. Durante a campanha era frequentemente nomeado como o referente em temas sociais do espaço e em outubro foi designado à frente do plano Argentina contra a fome, o mais importante dos planos da área social impulsionados por Fernández.
Em 23 de dezembro a Administração Nacional da Segurança Social (ANSES) anunciou a redução da taxa dos créditos que outorga de 42% ao 31%, e que quem tenham solicitado um empréstimo não pagarão as quotas de janeiro, fevereiro e março de 2020.
Em 27 de dezembro mediante o Decreto 73/2019 estabeleceu-se uma bonificação de 10 000 pesos em duas quotas mensais para os aposentados que cobrem a pensão mínima, e de 2 000 pesos para os beneficiários da Atribuição Universal por Filho.
Uns dias após assumir o governo lançam o Cartão Alimentar que entrega 4 000 pesos por mês a beneficiários da Atribuição Universal por Filho para a compra de alimentos.
Em abril do 2020 conheceu-se que o governo tinha comprado alimentos com sobre preços . Depois do escândalo, o governo despediu a 15 servidores públicos do ministério de desenvolvimento social.

### Assistência social durante a pandemia
Socio-economicamente, a estratégia central procurou preservar e garantir o acesso de toda a população aos alimentos e serviços essenciais (energia, comunicações, assistência médico-farmacólogica, segurança e transporte essencial), bem como evitar os despedimentos e assistir às empresas. A tal fim as principais medidas foram:
- Proibição de despedimentos e suspensões unilaterais por 120 dias;[81]
- O programa de Assistência de Emergência ao Trabalho e a Produção (ATP) pelo qual o Estado nacional abonou a metade dos salários do pessoal em atividade ou suspendido por força maior consensuadamente com o trabalhador ou o sindicato (art. 223 bis Lei de Contrato de Trabalho). Os ATP somaram $141 bilhão entre abril, maio e junho (0,54 % do PIB);[82]
- Rendimento Familiar de Emergência (IFE) de $10.000 (150 dólares aprox.) para trabalhadores informais e monotributistas sem rendimentos.[83] O IFE soma-se à já existente Atribuição Universal por Filho (AUH), de uns $3000 (uns 50 dólares) para os sectores com rendimentos familiares menores a $50.000 por mês (uns 750 dólares).[84] O IFE foi recebido durante dois meses por 8.839.04 de pessoas, algo menos da metade da população economicamente ativa, com um custo fiscal de $176.781 milhões (US$ 2 500 milhões) equivalente ao 0,7% do PIB, depois se reduziu aos centros urbanos que se mantiveram em isolamento.[82]
- Créditos a taxa zero. Abriu-se uma ampla linha de créditos a taxa zero para trabalhadores autónomos;[82]
- Créditos com taxas subsidiadas, moratórias, isenções impositivas, etc.[85]

## Política em saúde
No Ministério de Saúde foi designado Ginés González García quem tinha ocupado o mesmo cargo durante o governo de Néstor Kirchner. Ao assumir declarou que os eixos de sua gestão seriam: "equidade, qualidade, acesso e hierarquização das trabalhadoras e os trabalhadores".
Em 7 de janeiro, o Ministério de Saúde dispôs a intervenção do hospital Posadas durante 180 dias para «garantir seu funcionamento» devido à acefalia em sua direção depois da renúncia de suas autoridades. No ano 2020 fechou com 42% de pessoas pobres e 10% de pessoas indigentes, representando um aumento de 20% e 25% respectivamente contra o ano 2019, o qual terminou com 35% de pobreza e 8% de indigência. Até outubro do 2021, teve um total de 115 mil mortos na Argentina pela doença do coronavírus.

### Projeto de lei de Interrupção Voluntária da Gravidez
Em 14 de dezembro, por meio da resolução 1/2019 do Ministério da Saúde, determinou a atualização do protocolo de Interrupção Legal da Gravidez. Em 31 de dezembro, em entrevista à Radio Continental, o presidente Alberto Fernández anunciou que enviará um projeto de lei em 2020 para discutir a legalização do aborto, ratificou seu apoio à sua aprovação e expressou seu desejo de "um debate sensato". É um problema muito sério onde as mulheres morrem. E não quero que mais ninguém morra e não quero me fazer de distraída. Quero que o tratemos com outra lógica».
Em 5 de fevereiro de 2020, o presidente Alberto Fernández deu entrevista coletiva em Paris, França, onde ratificou que enviará "uma lei que acaba com a criminalização do aborto e que permite o atendimento de qualquer aborto em centros de saúde públicos", e referiu-se a o problema de que na Argentina «o aborto é crime. É um crime estranho porque quase nunca uma mulher é condenada por aborto. O problema é que todo aborto se torna clandestino e, na clandestinidade, aumenta o risco à vida e à saúde da mulher”, e afirmou “o que não podemos colocar em risco é a saúde da mulher que decide abortar. Não vivo em paz com minha consciência sabendo que uma mulher, talvez, precise fazer um aborto e não tenha condições assépticas onde ela é tratada. Ela nem precisa pagar por aquele aborto e acaba nas mãos de um curandeiro que acaba machucando-a com uma agulha e, às vezes, matando-a."
Além disso, promoverá o programa Plano Mil Dias, para garantir assistência estatal às mulheres de baixa renda, desde o início da gravidez até a criança completar dois anos de idade, que inclui o Bolsa Família Universal, auxílio alimentação e vestuário para a criança. Nesse sentido, o chefe de gabinete Santiago Cafiero argumentou que “é necessário avançar na descriminalização e depois na legalização” e que “não vamos obrigar as mulheres a fazer abortos. O que faremos é cuidar das mães seja qual for a condição social que elas estejam. A ministra Elizabeth Gómez Alcorta afirmou que "está a ser trabalhado um projeto de legalização" e que "é uma decisão do presidente" quando a iniciativa será apresentada.
Em 6 de fevereiro, a Comissão Executiva da Conferência Episcopal Argentina convocou para o dia 8 de março, Dia Internacional da Mulher, uma missa pela vida em frente à basílica de Luján, em repúdio ao projeto de descriminalização do aborto, onde pedirá “a proteção da saúde humana”. a vida desde a conceção até à morte natural”, sob o lema “Sim à mulher; Sim à vida".
No dia 19 de fevereiro, Dia Mundial de Ação pelo aborto legal e seguro, a Campanha Nacional pelo Direito ao Aborto foi realizada pelo terceiro ano consecutivo em mais de 100 cidades do país e teve como principal marcha em frente ao Congresso Nacional sob o lema " Vamos todos às ruas, legalizar o aborto em todos os lugares" com um "lenço federal para o aborto legal, seguro e gratuito".
Em 20 de fevereiro, em entrevista à Radio La Red, o ministro da Saúde , Ginés González García, mencionou a possibilidade de o Poder Executivo enviar dois projetos de lei, um para o aborto e outro para a proteção da mulher durante a gravidez, e incluir no projeto de lei sobre o aborto , objeção de consciência “desde que seja garantido que o caso está cumprido, ele será considerado. Uma instituição religiosa, não necessariamente católica, pode recusar" e acrescentou que o projeto "tem de ser uma iniciativa mais do que equilibrada" porque "deve ser preservada a questão subjacente: que deixe de ser crime, que haja igualdade de acesso e sem as vítimas.
Em seu discurso na abertura das sessões ordinárias do Congresso, o Presidente Alberto Fernández referiu-se ao papel do Estado em relação ao aborto, “deve acompanhar todas as mulheres para que esses processos se desenvolvam com pleno acesso ao sistema de saúde” e que “ toda sociedade precisa respeitar a decisão individual de seus membros de dispor livremente de seus corpos”, afirmou que “desde 1921, a Argentina penaliza a interrupção voluntária da gravidez na maioria das situações. Cem anos depois, a jurisprudência dá-se conta da ineficácia da norma a partir de um critério preventivo»; e anunciou que "nos próximos dez dias" vai apresentar um projeto de lei para a Interrupção Voluntária da Gravidez "que legaliza o aborto nas fases iniciais da gravidez e permite que as mulheres tenham acesso ao sistema de saúde quando decidem abortar", o lançamento de um novo programa de educação sexual integral e prevenção da gravidez indesejada, e o Plano Mil Dias para "garantir a saúde e o cuidado das mulheres grávidas e de seus filhos nos primeiros anos de vida".
O arcebispo de La Plaza, dom Víctor Manuel Fernández, criticou as palavras do presidente, “me dói muito que ele primeiro cite Francisco e depois fale de hipocrisia para se referir a quem defende a vida desde a conceção”. enquanto a ex-deputada Elisa Carrió opinou sobre a escolha das datas para discutir o projeto, já que “março e abril são meses sagrados para as religiões monoteístas: judaísmo, cristianismo e muçulmanos. Que nessas datas se trate da questão do aborto é um horror. E tudo com a benção do nosso Papa Francisco. Entretanto, o deputado radical e presidente do partido Alfredo Cornejo apresentou uma iniciativa para convocar um referendo sobre a questão do aborto e assim os cidadãos se manifestarem ou não à interrupção voluntária da gravidez e à alteração da lei de Educação Sexual Integral.
Em 8 de março, a Conferência Episcopal Argentina celebrou uma missa em Luján pelo Dia Internacional da Mulher e rejeitou o projeto de legalização do aborto. Ali seu presidente, Monsenhor Óscar Ojea, afirmou que "não é lícito eliminar nenhuma vida humana, como afirma nossa Constituição Nacional" porque "a vida é o primeiro direito e sem ela nenhum outro pode ser dado", e pediu respeito ao pensamento da Igreja e "milhões de argentinos que, como ensina a ciência médica, estão convencidos de que existe uma vida desde a conceção e que uma pessoa diferente de sua mãe está se desenvolvendo em seu ventre", pois "é injusto e doloroso chamá-los de anti- direitos ou hipócritas". O arcebispo da diocese de Mercedes-Luján, Jorge Eduardo Scheinig, comentou que “a discussão que vai acontecer sobre o aborto não pode partir do zero. Os debates que aconteceram em 2018 foram genuínos, forneceram muita informação e devem ser levados em consideração.
Em 9 de março, uma grande marcha foi realizada da Plaza de Mayo ao Congresso para exigir o fim dos feminicídios, a aprovação do projeto de lei para a interrupção legal da gravidez e a igualdade no trabalho. Um dos palestrantes mencionou “em 2018, um punhado de senadores impediu a aprovação da nossa lei” e previu “em 2020, vamos impedir que isso aconteça novamente. Unidos e nas ruas temos que conquistar que é lei.
Em 12 de março, o Governo de Alberto Fernández decidiu adiar o envio da iniciativa devido à pandemia da doença do coronavírus. Em 10 de agosto, foi adiado novamente. Esses adiamentos foram criticados por grupos de esquerda e feministas.
Finalmente, em 17 de novembro de 2020, o presidente Fernández anunciou a apresentação do Projeto de Interrupção Voluntária da Gravidez (IVE) à Câmara de Deputados da Nação Argentina, câmara que debaterá o projeto em 10 de dezembro de 2020.

### Surto de sarampo e dengue
No final de janeiro de 2020, o país corria o risco de uma epidemia de dengue, que afetava 80% do território do Paraguai, 200 casos na Bolívia e metade dos estados do Brasil estavam em estado de alerta, e que em 2019 havia foram três milhões de infectados, dos quais 3.200 estavam na Argentina. O Ministério da Saúde ainda não havia informado a evolução local da dengue, mas as províncias do norte estão reforçando seus controles de fronteira. A maioria dos casos foram importados, pessoas que voltaram do Paraguai.
Em 23 de janeiro, em uma compilação do jornal La Nación, foi confirmada a infeção de 7 pessoas, somando-se 35 em Misiones, 11 em Entre Ríos, duas em Jujuy, 6 em Formosa, 22 na cidade de Buenos Aires e 18 em província de Buenos Aires.
Em 13 de fevereiro, o Boletim Epidemiológico Semanal da cidade de Buenos Aires informou que, até agora este ano, triplicou o número de casos de dengue do que nas primeiras cinco semanas de 2019, chegando a 179 casos em 2020 contra 66 em 2019.
Em 20 de fevereiro, deu-se a conhecer as primeiras mortes por sarampo, de uma mulher de 50 anos, sendo a primeira morte por essa doença desde 1998, e por dengue, de um homem de 74 anos, ambos residentes da província de Buenos Aires. O ministro González García assegurou que «não há problemas de vacinas contra o sarampo na Argentina» e que «há que acercar à gente», e agregou que em ambos casos se tratavam de pacientes «muito vulneráveis».
Em 27 de fevereiro, o Ministério da Saúde da província de Buenos Aires confirmou a segunda morte por dengue, uma mulher de 69 anos que voltou do Paraguai em 21 de fevereiro. Além disso, informou que a província, desde janeiro, já conta com 152 casos confirmados de dengue, dos quais 117 são importados, pacientes que viajaram para o Paraguai, Bolívia, Colômbia e as províncias de Formosa, Misiones e Salta; e que desde setembro de 2019 há 118 casos de sarampo mas que nas últimas três semanas de fevereiro não foram notificados novos casos.
Em seu discurso de abertura das sessões legislativas, o presidente Alberto Fernández destacou que o surto de sarampo é "um exemplo para entender a gravidade da deterioração" da situação do país. De acordo com o Boletim Integrado de Vigilância de 27 de fevereiro de 2020, desde agosto de 2019 foram notificados 4.984 casos suspeitos, com 144 casos confirmados de sarampo e um óbito. No caso da dengue, são 4.089 casos suspeitos, dos quais 748 confirmados, e dois óbitos.

## Política trabalhista

### Política pensionista
Em 14 de fevereiro, no âmbito da suspensão da mobilidade de aposentadoria, o presidente Alberto Fernández anunciou um aumento de 2,3% para aposentados e pensionistas mais uma soma fixa de $ 1.500 pesos a partir de março, um aumento de 12,96% para aqueles que recebem o mínimo aposentadoria que passaria de $ 14.068 pesos para $ 15.891 pesos. Além disso, a Mesada Universal por Criança aumentou em 13%, de $ 2.746 pesos para $ 3.103 pesos, e foi anunciado o lançamento de um programa que garante 170 medicamentos gratuitos para membros do PAMI. Assim, 75% dos beneficiários receberam uma porcentagem maior do que com a fórmula suspensa, que foi de 11,56% no trimestre março-abril-maio para todos os beneficiários, enquanto os 25% restantes, que receberam mais de $ 16.250 pesos, receberam um aumento escalonado entre 3,8% e 9,8%. Fernández afirmou “nós nos propusemos desde o primeiro dia a melhorar a situação daqueles que estavam em pior situação e foi isso que fizemos e continuamos fazendo. No caso, é para atender a situação dos aposentados” e “quando tiramos a lei de emergência solidária, o que nos falaram foi que tínhamos aposentadorias congeladas. E você percebe que a grande maioria dos nossos aposentados recebeu um aumento substancialmente maior do que receberia se tivéssemos aplicado a fórmula que revogamos.
Da oposição criticaram a medida, como o deputado radical Mario Negri que mencionou “Alberto Fernández prometeu um aumento de 20% para todos os aposentados. Com o anúncio de hoje, apenas os ganhadores mínimos únicos serão cobrados 12% a mais do que seriam cobrados na fórmula anterior, US$ 191. O restante, entre 15,5% e 54,3% a menos. Isso se chama ajuste”, e o deputado Nicolás del Caño disse que “entre os aposentados e os bancos, Fernández já escolheu. Os bancos!! exatamente o oposto do que ele disse na campanha. Uma farsa política. O Centro de Economia Política Argentina (CEPA) publicou um relatório sobre o impacto do aumento das aposentadorias em março de 2020, onde "o aumento implicaria uma redução no valor das aposentadorias agregadas de cerca de US$ 5,5 bilhões" por mês. O presidente Fernández questionou que a mídia usa o relatório da CEPA de maneira tendenciosa "para impor essa falsa ideia de ajuste".

#### Aposentadorias privilegiadas
Em 27 de dezembro, o presidente Alberto Fernández anunciou a prorrogação das sessões extraordinárias do Congresso até 29 de fevereiro de 2020, onde incluiu um projeto de lei para revogar aposentadorias privilegiadas no Judiciário e no corpo diplomático.
O projeto busca eliminar todos os benefícios das aposentadorias privilegiadas que recebem juízes e diplomatas, para que passem ao regime geral que recebem ministros e legisladores, e assim receberiam uma aposentadoria equivalente a 82% da média dos últimos dez anos, quando atualmente é de 82% da remuneração do último cargo exercido; aumenta a idade de aposentadoria para 65 anos, e estabelece a contribuição de parte do salário para financiar o PAMI. Atualmente, as aposentadorias privilegiadas cobrem 8.022 pessoas que recebem entre $ 235.000 e $ 335.000 pesos por mês, dezessete vezes mais que o valor da aposentadoria mínima de $ 14.067 pesos, o que economizaria ao Estado até 25 bilhões de pesos anuais.
A ministra da Justiça, Marcela Losardo, defendeu a reforma porque "é feita uma média que depois será atualizada quando se aposentarem, portanto não me parece tão grande", afirmando que "as aposentadorias de juízes geram um gasto de $ 9.200 milhões ", enquanto o chefe da Administração Nacional de Segurança Social, Alejandro Vanoli, assegurou que "não são um capricho, não são contra o Judiciário", e que o projeto visa "harmonizar gradualmente esses regimes especiais com o geral regime".
A Associação Profissional do Corpo Permanente do Serviço Exterior enviou uma carta pública dirigida ao chanceler Felipe Solá na qual se dispõe a "colaborar na realização de um sistema de aposentadoria mais equitativo e que respeite as particularidades da carreira", embora tenha lembrado que foi o presidente Juan Domingo Perón quem estabeleceu que o Serviço Exterior dispunha de um regime especial de pensões que "não constitui um privilégio", porque são afetados pelo desenraizamento. O Conselho Diretivo da Federação Argentina de Magistratura e Judiciário rejeitou o projeto, que considera "tentativas contra a independência judicial e outras garantias constitucionais". Após o anúncio do projeto, dez juízes e dez promotores renunciaram aos seus cargos.
Os presidentes das Câmaras Nacional e Federal da República Argentina também rejeitaram o projeto, embora entendam "a grave situação econômica que nosso país atravessa", alegaram não ter sido "convocados ou ouvidos com antecedência", enquanto a Câmara Nacional do Trabalho solicitou a participação de "magistrados, funcionários e seus órgãos representativos" na elaboração de um novo projeto, e que a aplicação de um novo regime provocará um estado de "incerteza" que será canalizado com demissões, causando "um esvaziamento » que afetará o público; Ao mesmo tempo, considera que as aposentadorias não são privilegiadas, pois “permitem o acesso à aposentadoria com o recolhimento de anos de idade e de serviço e contribuições. Por outro lado, nas de privilégio, só era exigido o exercício de cargo político independentemente da idade de 10 anos no exercício desse cargo. A associação Justiça Legítima, identificada com o kirchnerismo e presidida pela controladora da AFI, Cristina Caamaño, afirmou que o projeto deve ser discutido pelos setores envolvidos e que não se trata de um regime privilegiado, e sustentou "que é um absurdo que os membros do judiciário não pagam impostos sobre sua renda como todos os cidadãos.
No dia 27 de fevereiro, a Câmara Nacional dos Deputados discutiu o projeto. O Juntos por el Cambio não desceu ao local depois que fracassaram as negociações com o Governo para a inclusão de uma cláusula transitória na qual os atuais juízes e oficiais de justiça mantinham os benefícios mesmo sem terem iniciado o processo. A Frente de Todos alcançou o quórum de 129 deputados às 13h e a sessão começou, com polêmica devido à presença do embaixador designado no Brasil e ainda deputado nacional, Daniel Scioli. Suas especificações foram aprovadas pelo Senado em 20 de fevereiro de 2020, mas o presidente Alberto Fernández ainda não havia assinado o decreto de nomeação. O partido no poder argumentou que o país vizinho ainda não aceitou as credenciais e por isso pode exercer o cargo de deputado, enquanto a oposição abandonou a sessão. O deputado Mário Negri (UCR) afirmou “isso é uma pena. Lamentamos que os outros legisladores da oposição sejam cúmplices desta anomalia; Se a sessão não for adiada, vamos nos retirar e vamos processar essa situação." O presidente da Câmara, Sergio Massa, garantiu que “até que o órgão aceite a renúncia do deputado, o deputado continua deputado. E este órgão não tratou da renúncia de Scioli”, enquanto o deputado Scioli disse que “a partir de 3 de março, tomo formalmente o comando da embaixada. O Decreto ainda não foi publicado no Diário Oficial, sendo a partir desse momento formalizado. Por fim, o projeto obteve a sanção média, com 128 votos a favor, 2 abstenções e 127 ausentes. Em 5 de março, Scioli renunciou ao cargo de deputado. Em 12 de março, o Senado aprovou a iniciativa com 41 votos a favor e 21 contra.
O presidente Alberto Fernández defendeu o projeto afirmando que "deve-se entender que na Argentina a pensão média é de 24.000 pesos", de modo que "esses regimes são insuportáveis: as pensões dos juízes giram em torno de 300.000 pesos em média. São um custo muito alto para o Estado”, mencionou que “não é verdade que não houve diálogo. Conversei com o presidente do Conselho da Magistratura (Alberto Lugones) e incorporei as mudanças que eles solicitaram. Os tribunais também incluíram modificações »; e sobre a reforma judicial, argumentou que «a Justiça argentina precisa de uma revisão. Chegamos a um ponto em que as coisas não estão funcionando bem. É um projeto de reforma que tenta colocar ordem no funcionamento da justiça que corresponde ao Estado nacional, que é a Justiça Federal».
O presidente da Associação dos Magistrados e Oficiais da Justiça Nacional, Marcelo Gallo Tagle, lamentou a pouca participação no projeto, tendo sido convocado para a reunião da comissão na Câmara dos Deputados “mas foi uma formalidade: não ouviram nós", e anunciaram que vão processar a reforma "porque há muitas invasões". O ministro do Trabalho, Claudio Moroni, garantiu que "isso não tem a intenção de prejudicar a administração da Justiça ou de expulsar juízes".

## Política da agricultura, pecuária e pescas

### Conflito sobre retenções
Em 15 de dezembro, por meio do Decreto 37/19, foi anulado o esquema de retenção de 4 pesos por dólar exportado estabelecido pelo governo de Mauricio Macri, passando a aplicar a quota de 12 % em tarifas de exportação, o que elevou as retenções sobre a soja de 24 % a 30 % e 6,7 % a 12 % em trigo e milho. A medida gerou rejeição dentro das entidades rurais, e levou a uma reunião de emergência da Mesa de Articulação, que reúne a Sociedade Rural Argentina (SRA), Coninagro, Federação Agrária (FAA) e Confederações Rurais Argentinas (CRA), que governou. fez uma greve, mas se reuniu com o governo para chegar a um entendimento, enquanto as sociedades rurais do interior, como a Confederação de Associações Rurais de Buenos Aires e La Pampa, a Associação Rural de Saliqueló e a Fundação Barbechando expressaram sua rejeição e houve assembleias em Armstrong, San Justo, Venado Tuerto, Crespo, Junín e Mercedes, onde decidiram aguardar a decisão da Mesa de Ligação. A esse respeito, o presidente Alberto Fernández pediu ao setor que “todos devem fazer um esforço” e que “não estamos aumentando nenhuma retenção”.
No dia 19 de dezembro, os produtores do norte do país, agrupados na Mesa de Articulação Regional NOA-NEA, decretaram greve de 48 horas na comercialização de grãos e pecuária em repúdio ao aumento das retenções, enquanto que houve protestos nas margens das rodovias nacionais 9, 34 e 38 na província de Santa Fé. Durante a medida, o governo anunciou a inclusão de um artigo na Lei de Solidariedade, que estabelece o aumento do direito para exportar de 30 a 33% para soja e de 12 a 15% para trigo e milho, para beneficiar pequenos produtores e cooperativas.
Em 22 de dezembro, o presidente Alberto Fernández e o ministro da Agricultura, Luis Basterra, reuniram-se com a Mesa de Enlace, onde não se chegou a um acordo e apresentaram uma contraproposta para estabelecer um sistema de reembolso. Apesar do diálogo, no dia 27 de dezembro os produtores escolheram uma marcha de trator como forma de protesto nas cidades de Bell Ville e Rosário. Em 3 de janeiro, a Mesa de Enlace realizou uma assembleia na cidade cordovesa de Río Cuarto, onde ratificou o estado de “alerta permanente” e que “serão esgotadas as instâncias de diálogo” com o governo.
No dia 17 de fevereiro, em reunião da Mesa de Enlace, as Confederações Rurais Argentinas solicitaram uma data para especificar a cessação da comercialização, o Coninagro definiu que não é o momento para greve, a Federação Agrária Argentina considerou que "este não é o momento para medidas extremas», mas esclareceu que «o governo não cumpriu as suas promessas de segmentar as retenções», e o presidente da Sociedade Rural, Daniel Pelegrina, rejeitou qualquer intervenção no mercado do trigo porque «sempre que intervieram conseguiram o efeito contrário do que o desejado. Eles não entendem completamente que os produtores não são formadores de preços. Não é do lado da intervenção que vão conseguir travar a subida dos preços. No dia 19 de fevereiro, a Mesa de Articulação reuniu-se na sede do CRA para definir se apelaria para a cessação da comercialização, medida rejeitada após comunicação telefónica com o Ministro Basterra, que os convocou para uma reunião para quarta-feira, dia 26.
No domingo, 23 de fevereiro, o governo anunciou que o presidente Fernández decidiria sobre um aumento de três pontos nas retenções de soja na abertura das sessões ordinárias, em 1 de março. O presidente da Federação Agrária, Carlos Achetoni, alertou que a medida "prejudicaria ainda mais" a relação entre o governo e as entidades, e afirmou que uma greve "é uma possibilidade".
Na quarta-feira, dia 26, o governo fechou o cartório de registro de exportação de grãos, conhecido como Declaração Juramentada de Vendas no Exterior. Nesse mesmo dia, reuniram-se o ministro Basterra e os integrantes da Mesa de Ligação, deixando em suspenso o aumento de três pontos, que não seria anunciado no discurso do presidente, e a Mesa de Ligação acabou adiando uma medida de força.
Na sexta-feira, 28, o presidente Alberto Fernández referiu-se às reivindicações afirmando “Eu disse a eles que não tomaríamos uma medida sem consultá-los; Por isso pedi ao (Ministro da Agricultura) Luis Baterra para fazer a reunião para discutir como avançar", pediu a compreensão dos sectores agrícolas porque "o que o campo tem de perceber é a situação do país, onde a Crise Monetária Internacional Fundo está dizendo que não somos capazes de pagar nossas dívidas. Não pode ser que se peça para superar o deficit fiscal, mas que ninguém queira contribuir com nada", afirmou que nas reivindicações "existe uma atitude dos empresários rurais e vejo outra coisa nas autoconvocadas, que têm um propósito político. Como oponentes, eles têm todo o direito do mundo de se manifestar contra isso, mas precisam se apresentar como oponentes. Não é a mesma coisa falar um suposto fazendeiro do que falar um militante disfarçado. Isso é induzido pelos líderes do Cambiemos e do PRO especificamente.
Em nota, a Rede Nacional de Produtores Autoconvocados destacou que "nossa luta para acabar com o confisco não tem bandeiras políticas", lembrou que durante o governo de Mauricio Macri também emitiu declarações críticas às retenções e rebateu "nós não deve dar explicações a ninguém para lutar contra o confisco, não mais de renda, mas de nosso capital». Alejandro Dalmaso, dos autoconvocados de Altos Fierro, disse que "não temos nenhuma bandeira política e basta chegar a qualquer assembleia para ver que não há bandeiras de nenhum partido político, de nenhum setor intervindo em qualquer tomada de decisão. "
Em seu discurso na abertura das sessões ordinárias do Congresso, o presidente Alberto Fernández anunciou sua intenção de aumentar os impostos retidos na fonte sobre a soja, de 30% para 33%. Ao mesmo tempo, cerca de 100 produtores agrícolas de San Pedro, Baradero, Zárate, San Antonio de Areco, Lobos, Navarro e Exaltación de la Cruz, realizaram uma assembleia na cidade de San Pedro e pediram à Mesa de Enlace que cessasse a comercialização de grãos por 15 dias e a suspensão do pagamento de impostos. No dia 3 de março, o ministro Basterra reuniu-se com a Mesa de Articulação e anunciou a decisão do Governo de aumentar as retenções nas exportações de soja, medida oficializada em 5 de março no Diário Oficial.
Em resposta, os líderes da Mesa de Ligação pediram uma interrupção de 96 horas na comercialização de grãos e fazendas, entre segunda-feira, 9 de março, e quinta-feira, 12 de março. O presidente da Sociedade Rural, Daniel Pelegrina, justificou a medida porque “os produtores não têm condições de continuar assumindo mais carga tributária, o que se soma a uma já sufocante pressão fiscal. Esta pressão crescente compromete gravemente a atividade das vilas e cidades do interior, colocando em xeque inúmeras PME agrícolas, comerciais e industriais em todo o país e destruindo empregos diretos e indiretos. Enquanto isso, as Confederações Rurais Argentinas mencionaram que “a resposta dos governantes continua a mesma, dada a sua incapacidade de resolver questões estruturais, e se repete em nossa história como se obedecesse a leis naturais. Retenções, taxas de exportação, enfim, mais impostos. O chefe da Confederação de Associações Rurais de Buenos Aires e La Pampa, Matías de Velazco, destacou que durante a greve "será evitada a venda de fazendas gordas e grãos, e na sexta-feira (13 de março) a comercialização será normalizada.” e que “vai ter uma adesão alta porque o campo tá bravo” porque “não são os três pontos da soja. É por causa da pressão fiscal sofrida pelo campo e pelo setor privado. Todo o setor político tem que entender que tem que parar com os impostos e parar de espremer o setor privado. Nunca encolhem o Estado e é cada vez mais caro mantê-lo».
Após o anúncio da greve, o presidente Fernández decidiu encerrar a negociação com a Mesa de Ligação e afirmou que "eles sabem que temos razão, esse assunto acabou". O senador Oscar Parrili apontou "que estranho que a primeira greve que este governo decreta venha de onde vem, justamente do setor que mais ganhou, enriqueceu, fugiu com dinheiro e é responsável pela crise que a Argentina vive, " e sublinhou "é motivo de orgulho serem eles os primeiros a atacar-nos, porque isso mostra que estamos no caminho certo, governando para acabar com os privilégios", enquanto o líder da Confederação dos Trabalhadores do Povo Popular Economia, Juan Grabois, disse «não aprendemos mais. Com este 1% de parasitas que vivem de rendimentos extraordinários que são de todos, se não os varrermos, não avançamos.
Em 9 de março, no início da greve, o vice-presidente das Confederações Rurais Argentinas, Gabriel de Raedemaeker, disse que "a medida de força está ocorrendo dentro dos parâmetros esperados" e que "não vamos cortar rotas ou impedir a passagem de caminhões. Não se destina a perturbar o resto da sociedade. Nós apenas não vamos vender e não comprar." O ministro Basterra afirmou que “já houve bastante diálogo. Vamos aguardar o fim da medida de força, que é claramente política”, enquanto o secretário de Relações Parlamentares, Fernando Navarro, referiu que “neste momento é preciso ter sensibilidade e prudência. Há uma grande componente político-ideológica nesta decisão, e entendo que alguns podem não acreditar no Governo, mas estamos num momento de absoluta emergência. Devemos criar um relacionamento construtivo com o setor agrícola.” 
O presidente Alberto Fernández deu sua opinião sobre a greve agrícola e afirmou "a verdade é que se pode pensar que é muito violento fazer greve por quatro dias quando o resto da fazenda está se beneficiando", diferenciou a situação atual com o empregador greve de 2008 desde "desta vez, não é (resolução) 125. Estamos cumprindo a lei que nos obriga a fazer o que fizemos, aumentar as retenções da soja, levando em consideração o pequeno agricultor”, e fez um pedido aos dirigentes rurais “Gostaria que refletissem. Tomara que em algum momento eles percebam que esse não é o caminho.

## Política em educação
Fernández nomeou Nicolás Trotta para chefiar o Ministério da Educação, secundado pela pedagoga Adriana Puiggrós. Ao tomar posse, Trotta anunciou que o eixo de sua gestão seria a universalização da creche e a ampliação da jornada ampliada no ensino médio. Sobre o orçamento para a área, Trotta declarou que a Lei de Financiamento da Educação, que estabelece uma meta de investimento em Educação de 6% do PIB, não está sendo cumprida. Desde a sua promulgação em 2005, essa lei só foi cumprida em 2015 e desde esse ano o orçamento caiu para 5,1% em 2019.
Em 30 de dezembro, o Ministério relançou o Plano Nacional de Leitura, a leitura de 180 contos nas escolas e a reedição da coleção Leer por Leer.
Em 12 de janeiro de 2022, por meio do Decreto 11/2022 foi relançado o programa Conectar Igualdade. O programa teve início em 2010 durante o governo de Cristina Fernández de Kirchner, posteriormente substituído pelo plano "Aprender Conectados" em 2018 pelo governo Mauricio Macri, e em 2021 apresentado como plano "Juana Manso" por Alberto Fernández.

## Política de ciência e tecnologia
O bioquímico Roberto Salvarezza foi nomeado para chefiar o Ministério da Ciência e Tecnologia, que voltou a ocupar esse cargo depois de ter sido reduzido a secretário nos últimos dois anos do governo Cambiemos. Sua equipe é formada pelo físico Diego Hurtado, da Secretaria de Políticas e Planejamento; o também físico Juan Pablo Paz na Secretaria de Articulação Científica e Tecnológica; o economista Fernando Peirano da Agência I+D+i e a química Ana Franchi do CONICET.
Salvarezza definiu como prioridade de curto prazo frear as saídas de cientistas ocorridas em anos anteriores, por meio da recomposição de salários que descreveu como "os mais baixos da região". Disse ainda que a urgência é melhorar as “bolsas que estão no patamar da pobreza e os subsídios que não nos permitem cumprir os objetivos”. Em dezembro de 2019, anunciou o pagamento de um bônus de 9.000 pesos para o pessoal do CONICET até que o aumento definitivo fosse determinado. Ele também garantiu que as investigações não seriam afetadas pelo imposto de 30% sobre o dólar e que os pesquisadores não veriam sua mobilidade de aposentadoria congelada, ambas medidas previstas na lei de emergência.
Um dos eixos da gestão do Salvarezza é a atuação conjunta do Ministério da Ciência e Tecnologia com outras pastas do gabinete nacional como Desenvolvimento Social, Segurança, Saúde, Meio Ambiente e Desenvolvimento Produtivo para solucionar problemas específicos da sociedade. Na esfera social, Salvarezza prometeu que o ministério daria soluções para o programa argentino contra a fome. Com o Ministério do Meio Ambiente, comprometeram-se com instituições científicas e acadêmicas monitorando indicadores ambientais e planejando em conjunto um modelo de desenvolvimento que combata as mudanças climáticas e promova a silvicultura e a agroecologia sustentáveis. Foi acordado com o Ministério da Segurança contribuir com o desenvolvimento de software e também com pesquisas sociais sobre prevenção e diagnóstico da violência em relação ao meio socioeconômico.
Em 2021, foi aprovada a Lei de Financiamento do Sistema Nacional de Ciência, Tecnologia e Inovação, que estabelece o aumento progressivo do Orçamento do Estado destinado à ciência e tecnologia, até atingir 1% do PIB em 2032.
No período, o governo concedeu cinco hierarquias salariais aos 15.000 integrantes das carreiras de Pesquisador Científico e Tecnológico e Técnico Profissional e de Apoio, além de 12.000 bolsistas de doutorado e pós-doutorado. Estes foram de 10% cada e entraram em vigor em novembro de 2020, abril e novembro de 2021, agosto de 2022 e junho de 2023. Permitiram melhorar o poder de compra do setor, recuperando o nível que tinham em 2015.

## Política de transporte
Em 2 de janeiro, o ministro dos Transportes, Mario Meoni, anunciou o congelamento das tarifas dos serviços de transporte na área metropolitana de Buenos Aires por um período de 120 dias. Isso entrou em vigor em 7 de janeiro, por meio da Resolução 4/2020. Alguns dias depois, o governo nacional anunciou que distribuirá 5 bilhões de pesos às províncias para que também congelem suas tarifas de transporte. Entre algumas das medidas tomadas, destaca-se a formação de uma comissão para analisar a segurança dos ônibus de dois andares envolvidos em acidentes múltiplos.
Também foram aumentados os voos domésticos e internacionais da Aerolíneas Argentinas, aumentaram as frequências do serviço ferroviário Buenos Aires - Mar del Plata e foram ampliadas as frequências dos serviços noturnos dos trens metropolitanos. Também começaram as obras de extensão da eletrificação do ramal da Roca. Ao mesmo tempo, no âmbito do terceiro aniversário do naufrágio do barco de pesca Repunte, questionou a idade da frota pesqueira e a "falta de investimento" no sector e anunciou que o Conselho de Segurança dos Transportes para investigar o caso do pesqueiro afundado em 17 de junho de 2017 e os possíveis atos de corrupção ocorridos na gestão anterior. Pablo Ceriani, que havia sido adjunto de Mariano Recalde durante sua gestão à frente da companhia aérea (2009-2015), assumiu o cargo de diretor da estatal Aerolíneas Argentinas. Ao assumir o cargo, Ceriani declarou que a Aerolíneas estava em processo de "esvaziamento" e que havia sido "desfinanciada" e "descapitalizada" durante o governo de Mauricio Macri. Em janeiro de 2020, Ceriani demitiu 40 diretores e gerentes que haviam ingressado na gestão anterior.

## Política de justiça e direitos humanos
Fernández nomeou a advogada Marcela Losardo à frente do Ministério da Justiça.
Através do Decreto 54/2019, ordenou a transferência do Gabinete Anti-Corrupção do Ministério da Justiça para um órgão descentralizado dependente da Presidência da Nação. O procurador Félix Crous foi designado para o cargo. Crous declarou que "o principal papel do Escritório Anticorrupção não é promover processos penais", indicando que teria um papel bastante preventivo e diminuiria o alto perfil judicial que a gestão de Laura Alonso tinha.

### Reforma judicial
Em seu discurso de posse, Fernández anunciou que promoverá "uma reforma integral do sistema de justiça". Ele condenou as "perseguições indevidas e as prisões arbitrárias" e pediu "nunca mais uma Justiça que persegue segundo os ventos políticos". O plano consiste na criação de uma nova jurisdição penal federal que unifique as atuais jurisdições criminais de investigação ordinária e investigação federal, de forma que, ao invés de 12 varas federais, os casos de corrupção fiquem nas mãos de pelo menos 50 juízes; a transferência dos juízes nacionais para o âmbito da Cidade de Buenos Aires, e a unificação da jurisdição administrativa contenciosa federal com a jurisdição federal civil e comercial.</link>
Em 29 de julho de 2020, o presidente Alberto Fernández liderou o ato em que apresentou o projeto de reforma judicial. Os principais pontos da reforma são: 
- A Justiça Criminal Federal é criada pela fusão das 12 varas criminais federais com as 11 varas criminais econômicas. As quadras dobram para chegar a 46.
- A jurisdição penal na área da cidade de Buenos Aires é transferida para o governo local
- A jurisdição Cível e Comercial funde-se com a do Contencioso Administrativo
- É criado um conselho consultivo para propor reformas ao STF, ao Conselho de Magistratura e outras questões relevantes do sistema judiciário

### Gênero e diversidades
Em 11 de dezembro de 2019, por meio do Decreto 15/2019, Fernández criou o Ministério da Mulher, Gênero e Diversidade da Nação Argentina e nomeou Elizabeth Gómez Alcorta como sua chefe. Em agosto de 2020, foi criado o Gabinete Nacional para a Integração das Políticas de Género, no âmbito da Presidência do Conselho de Ministros. O órgão reunirá semestralmente e é integrado por todos os ministros nacionais, o Ansés, a Agência Nacional para a Deficiência (ANDIS), o INDEC e o PAMI.
Em julho de 2020, ele anunciou algumas das medidas que serão realizadas durante sua gestão. Uma delas é a criação de Núcleos Territoriais Integrais de políticas de gênero e diversidade em vários pontos do país, que em princípio funcionarão em 12 províncias e servirão como locais de prevenção e assistência. Atua também na regularização de imigrantes e no apoio financeiro a pessoas em situação de risco de violência de gênero.
Em setembro de 2020, o governo estabeleceu por meio do Decreto 721/2020 uma cota mínima de trabalho de 1% para travestis, transexuais e transexuais no setor público.

### Direitos humanos
Em 6 de fevereiro, o presidente Alberto Fernández anunciou que promoveria uma lei contra a "negação da ditadura", semelhante à lei francesa do Holocausto, que prevê penalidades para quem nega publicamente crimes contra a humanidade.
Em janeiro de 2020, houve uma discussão com algumas organizações de direitos humanos por terem manifestado que "a Argentina deve virar a página" durante um ato do exército. Outro conflito com o setor surgiu devido às diferenças de opinião sobre se os ex-funcionários do governo Cristina Fernández de Kirchner detidos no âmbito de vários processos penais são "presos políticos", algo que o governo nega.

#### Acusações de "negação"
Em 21 de fevereiro, o presidente Fernández participou, na Guarnição do Exército do Campo de Mayo, na cerimônia de despedida de um contingente de tropas que participará de missões de paz das Nações Unidas em Chipre. Lá ele enfatizou que “hoje todos os oficiais de nossas três forças deixaram a democracia. Hoje podemos dizer que nossos homens e mulheres das Forças Armadas nasceram como oficiais na democracia" e considerou que "com isso toda a Argentina deve virar uma página, uma página que nos distanciou por muito tempo devido à má conduta de alguns."
A integrante da Linha Mães da Plaza de Mayo Fundadora, Nora Cortiñas, questionou as palavras do presidente. «Lamento e rejeito totalmente todas as expressões do Presidente. Ele não precisava se expressar assim, por obrigação, por isso acho ele um negacionista e lamento muito. E continuou: “segundo ele, temos que virar a página e dar por mortos para sempre os nossos detidos/desaparecidos, quando a luta durou mais de 40 anos”. Fernández pediu desculpas por suas declarações porque "feriram a sensibilidade das vítimas. Eu nunca quis causar-lhes a menor dor. Eles sabem que em mim só têm alguém que sempre os acompanhará na busca da verdade e na imposição de justiça aos culpados. Após as declarações do presidente, Cortiñas aceitou o pedido de desculpas, mencionando que em suas críticas não havia "nenhuma má intenção" e que ao usar o termo "negacionista", "é claro que o termo talvez tenha sido duro e eu não o usaria novamente, somos todos um pouco sensíveis ».
A presidente das Avós da Plaza de Mayo, Estela de Carlotto, considerou que o presidente "não deveria ter se desculpado" por suas declarações, pois era "para encorajar jovens soldados que vão desistir de seus corpos em outro país", criticou Cortiñas que "ela é uma companheira que perdeu filhos e a dor muitas vezes nos faz pensar de uma certa maneira" mas que "os anos às vezes nos fazem errar", e afirmou "as avós não vão nos ver sair e dizer bobagens". Enquanto isso, a chefe das Mães da Praça de Maio, Hebe de Bonafini, também apoiou o presidente em suas declarações “porque me pareceu que estaria traindo Néstor (Kirchner). Juntamente com Nilda Garré e mais tarde (Agustín) Rossi, fizeram um trabalho impressionante. A mudança nos planos de estudo, a mudança dentro das Forças Armadas. Em 27 de fevereiro, o presidente Alberto Fernández recebeu Cortiñas e o ganhador do Prêmio Nobel da Paz, Adolfo Pérez Esquivel, na Casa Rosada.

#### Conflito sobre a definição de presos políticos
Em 14 de janeiro de 2020, o Presidente Alberto Fernández se reuniu com representantes de organizações de direitos humanos, incluindo a presidente das Avós da Plaza de Mayo, Estela de Carlotto, e das Madres de Plaza de Mayo, Línea Fundadora, Taty Almeida, onde afirmou que não há presos políticos, mas que «na Argentina o que há são detidos arbitrários, o que é outra coisa. São pessoas que poderiam apoiar seus processos em liberdade, mas os impedem porque são adversários. » 
O chefe de gabinete Santiago Cafiero descartou que na Argentina existem presos políticos, mas algumas detenções arbitrárias e que existe "uma lógica de perseguição e legalidade operando no país" que "deve ser resolvida", pois "a Justiça não pode perseguir os opositores, mas tem que ser independente para encontrar um equilíbrio entre os poderes”, O ministro das Relações Exteriores, Felipe Solá, disse que “há casos de prisão que não se justificam do ponto de vista jurídico e que estão ligados a figuras que têm relevância. Isso não significa que haja presos políticos", enquanto da oposição o deputado radical Mario Negri afirmou que "na Argentina não há presos políticos, houve e há políticos presos por corrupção, e também há outros que estão não presos e eles roubaram o país.
Nesse mesmo dia, o ex-ministro do Planejamento Federal Julio de Vido, que cumpria prisão domiciliar em sua casa na cidade de Zárate desde 14 de dezembro por suposta má administração de dinheiro público que deveria ir para Yacimientos Carboníferos Río Turbio, Ele afirmou em uma entrevista de rádio que o governo Fernández "não está fazendo nada para que o ex-vice-presidente Amado Boudou e eu possamos recuperar nossa liberdade" e que o governo "está confortável com o facto de estarmos na prisão".
Organizações de direitos humanos criticaram as palavras do presidente, entre elas a chefe das Mães da Plaza de Mayo, Hebe de Bonafini, que em comunicado disse que "ela tem vergonha de que em uma democracia as pessoas falem sobre presos políticos" e pediu ao presidente que o fizesse é decidido "de que lado você está, com o judiciário corrupto ou com os presos políticos", a integrante das Mães da Plaza de Mayo Línea Fundadora Nora Cortiñas, que afirmou "me dói que eles queiram minimizar a situação dos detidos Por motivos políticos. É algo triste e irritante" e considera Milagro Sala um líder que "está detido injustamente por motivos políticos", e a presidente das Avós da Plaza de Mayo, Estela de Carlotto, afirmou que "Alberto nos pediu para não dizer que o seu governo tem presos políticos porque os presos políticos já estão soltos e só ficam os que estão sendo julgados. Acho que ele não quer meter a gestão executiva com o judiciário porque essas pessoas estão sendo julgadas. Há vozes mais sábias que dizem que existem presos políticos" e mencionaram que "Milagro está presa porque o governador de Jujuy (Gerardo Morales) pensa em mantê-la presa".
Enquanto parte do kirchnerismo se manifestou contra, como o senador Óscar Parrilli, que mencionou que respeita a opinião do presidente “mas na Argentina há presos políticos. Amado Boudou, Julio de Vido e Milagro Sala são presos políticos", e a líder popular Milagro Sala, presa desde 2016 acusada de desviar fundos que iam para a construção de casas, afirmou que "sinto que somos presos políticos. Eles nos detiveram para poder governar e fazer negócios com grandes empresas. Achava que a Justiça ia mudar o mais rápido possível e ia dar a volta por cima e acabar com a prisão dos adversários.
Enquanto isso, o ministro do Interior Wado de Pedro através de sua conta no Twitter pediu a liberdade de Sala e afirmou que "não queremos mais presos políticos na Argentina", a ministra da Mulher Elizabeth Gómez Alcorta, ex-defensora de Milagro Sala, afirmou “Não tenho dúvidas de que Milagro Sala é um preso político. Acontece que não há em nenhum lugar, nem mesmo no Código Penal, a definição do que seja preso político. Durante a ditadura havia muitos detidos com processos judiciais e ninguém hesitava em chamá-los de presos políticos" e que "às vezes focamos em questões semânticas e tentamos colocar posições diferentes, mas quando tens uma pessoa que é submetida a um processo judicial com com o único propósito de detê-lo por motivos políticos, isto é, um preso político", e o governador de Buenos Aires, Axel Kicillof, mencionou que "se há presos políticos e se usa a Justiça para colocá-los na prisão, o correto é chamá-los de prisioneiros políticos".
Em 10 de fevereiro, o presidente Alberto Fernández confirmou que não há presos políticos, mencionando que “o que estamos vivendo é uma discussão tão desnecessária. Se há alguém que questionou os procedimentos judiciais, fui eu» e considera que «o preso político é aquele que, tecnicamente, está à disposição do Poder Executivo. Não tenho nenhum preso sem causa. Obviamente me incomoda que digam que tenho presos políticos porque não os tenho.
Após as palavras do presidente, a líder Milagro Sala assegurou que se considera uma "prisioneira política por tudo o que tenho passado nestes quatro anos", ao mesmo tempo que pediu "coloquem o que quiserem, prisões arbitrárias ou presos políticos, mas que resolver" e julgou como "discussão entre responsáveis" as diferentes posições do partido no poder sobre o assunto, o ex-vice-presidente Amado Boudou manifestou que não pediria ao presidente "que perdoasse alguém". Eu pediria à política argentina que revisse as causas, suspendesse essa arbitrariedade e fizesse julgamentos justos", enquanto o ex-ministro Julio De Vido em sua conta no Twitter lamentou "perturbar o presidente com a questão dos presos políticos", mas "nós somos claramente políticos prisioneiros. Não é um assunto menor discutir se somos prisioneiros arbitrários ou políticos. Prisioneiros arbitrários não existem, não é nada. Presos políticos existem. Estas palavras foram repudiadas pela deputada da Coligação Cívica Elisa Carrió que considerou que De Vido "não é um preso político" como sustentam os dirigentes do kirchnerismo, recordou que "está condenado, processado e preso" e que as suas declarações "atacam o ordem democrática e institucional. Ele também criticou que "os ladrões que roubaram a Nação se proclamam presos políticos".
Em 18 de fevereiro, foi anunciado um projeto de lei, apresentado em 20 de dezembro de 2019 na Câmara de Senadores da Nação pelas senadoras da Frente de Todos María Catalfamo, Ana Ianni, Nancy González, Ana Almirón e María Inés Pilatti Vergara, para anular resoluções que determinam prisão preventiva em casos de corrupção, quando, entre outras coisas, há conteúdo na mídia que afeta a inocência da pessoa afetada ou funcionários do Poder Executivo intervêm na ação judicial. Em seus fundamentos, a iniciativa qualifica os processos judiciais de casos de corrupção como "verdadeiros linchamentos midiáticos" e aponta que as publicações na mídia "que possam ter afetado a percepção pública quanto ao princípio da inocência do atingido" é motivo suficiente para anular a prisão preventiva.
O secretário de Relações Parlamentares, Fernando Navarro, referiu-se à iniciativa e mencionou que “não é hora de debater. Deveria sê-lo num contexto mais amplo, como aquele que o debate sobre uma reforma judicial pode dar", mas "é verdade que as figuras públicas e os jornalistas formadores de opinião devem ter cuidado, porque às vezes emitimos opiniões que desviam as pessoas e pode influenciar negativamente as decisões judiciais”. O deputado Mário Negri questionou o projeto afirmando que “é um processo feito sob medida para a impunidade” porque “argumentam a incidência da mídia e a perseguição política para tornar a prisão preventiva ineficaz”.
Em 19 de fevereiro, o presidente Fernández criticou o Judiciário pela existência de um lawfare “que foi instalado na Argentina. Assim, questionei a complacência judicial e midiática com o poder político, que possibilitou a perseguição e detenção arbitrária de opositores" e que durante o governo de Mauricio Macri, a Argentina "sofreu graves violações dos direitos humanos, e o estado de direito foi sistematicamente violado através da aplicação regional das táticas de perseguição do lawfare", e pediu "nunca mais uma Justiça que persegue segundo os ventos do poder de plantão". Nesse mesmo dia, foi revogado o Decreto 795/2019, assinado pelo ex-presidente Macri, que substituiu o Programa de Proteção a Testemunhas pela Agência Nacional de Proteção a Testemunhas e Réus, do Ministério da Justiça, e que garantiu a segurança de quem colabora em uma investigação jurídica.
A coalizão de oposição Juntos por el Cambio emitiu um comunicado afirmando que "o governo ataca a independência dos juízes e luta pela impunidade kirchnerista" e que as declarações do presidente "colapsam os esforços do Estado argentino na luta contra a corrupção e a impunidade assumidos na Presidência de Cambiemos com total autonomia judicial e com ampla maioria de votos no Congresso. Por sua vez, o Juntos pela Mudança defendeu a gestão do ex-presidente Mauricio Macri na Justiça, que "respeitou a independência da Justiça e o Estado de Direito com absoluto rigor e comprometimento, e colaborou sem dar desculpas", conseguindo que "dezenas de casos para corrupção e importantes condenações foram alcançadas.
Em 20 de fevereiro, foi apresentado no Senado um projeto de lei pelo senador peronista por Jujuy, Guillermo Snopek, para a intervenção federal do Judiciário da província de Jujuy por um ano, declara em comissão os membros da Corte Suprema provincial, e autoriza o responsável pelo tratamento suspenda ou destitua magistrados, funcionários e funcionários judiciais. A iniciativa é enquadrada após a difusão pelo jornal digital El Cohete a la Luna do jornalista Horacio Verbitsky de áudios onde o presidente da Corte Suprema de Jujuy, Pablo Baca, reconhece que o líder Milagro Sala "está preso porque esse tribunal abençoado entende que se ela estiver solta, ela é um perigo para o governo; não pelos crimes deles, mas para que não tenhamos que voltar ao quilombo permanente, aos cortes, à queima de pneus». Ao defender a iniciativa, Snopek afirmou que "nem Alberto (Fernández) nem Cristina (Kirchner) me deram ordem", afirmou que "há muito tempo" vem levantando a necessidade da intervenção da Justiça provincial, e acusou que não são setores "interessados em misturar as coisas".
O deputado Negri afirmou que o projeto busca “dar impunidade a Milagro Sala e sua rede de corrupção”, e questionou “Nesta mesma semana, cinco senadores de seu bloco propuseram flexibilizar prisões preventivas para políticos corruptos e censurar indiretamente o jornalismo de investigação. O Presidente apoia este processo de impunidade? ». A deputada Elisa Carrió denunciou "um golpe claro e uma violação do Judiciário para garantir a impunidade, o que confirma que Cristina Fernández de Kirchner está indo por tudo", enquanto o governador de Jujuy, Gerardo Morales, destacou que "este ataque busca a liberdade de Milagro Sala e sua impunidade", e alertou que "seria um grave ultraje que não vamos permitir em nenhuma circunstância. Não vamos apenas reafirmar a autonomia, mas também a independência do Judiciário. Não vamos permitir esta interferência e a menos que através dela a impunidade seja garantida.
Em 4 de março, o governador Morales apontou os senadores Kirchner como responsáveis pela iniciativa, especialmente o senador Snopek que "comentou em todos os lugares que o projeto se deve a uma ordem da própria Cristina Kirchner e de Óscar Parrilli" e que "o Judiciário de Jujuy é o objeto de uma campanha de difamação de Horacio Verbitsky e de todo um sistema de inteligência ilegal que ele montou para conseguir a liberdade de Milagro Sala", garantiu que Sala "não será para perdoar, primeiro me atiram na cabeça", e convocou uma mobilização em frente à Casa do Governo de Jujuy sob o slogan Jujuy no se toca. Nesse mesmo dia, o Tribunal Oral Federal 1 decidiu que o ex-ministro Julio De Vido seria libertado enquanto continua a investigação do caso Río Turbio.
Em 10 de março, o presidente Alberto Fernández pediu ao Supremo Tribunal da Nação que revisse o caso de Milagro Sala porque "temos muitas dúvidas sobre como esses processos funcionaram em Jujuy" e afirmou que "valoriza" que o governador de Jujuy, Gerardo Morales, tem se manifestado nesse sentido.
Em 11 de março, a Comissão de Assuntos Constitucionais do Senado rejeitou o pedido da senadora Silvia Giacoppo (UCR) para encerrar o debate in limine, e endossou a presidente da comissão, María de los Ángeles Sacnun (Frente de Todos), para ouvir depoimentos sobre a situação na província de Jujuy, definindo que as provas documentais serão recolhidas até 25 de março e, a partir de 31 de março, terão início as audiências testemunhais. Nessa sessão, o senador Snopek destacou que "o governador Morales tem hoje a soma do poder público". Da oposição, o senador Giacoppo acusou que o projeto "é uma tela para forçar a libertação de Milagro Sala", enquanto o chefe do interbloco Juntos por el Cambio, Luis Naidenoff (UCR), exigiu que o presidente Alberto Fernández "maior veemência" para deixar claro a seus senadores que "o caminho não passa pela subjugação de uma província".
Nesse mesmo dia, o presidente Alberto Fernández assegurou em declarações de rádio que falou com o governador Morales sobre o projeto "e eu disse a ele que desconhecia (o projeto), porque francamente desconheço", ao mesmo tempo em que afirmou “é uma questão que ocorre em outro poder, não é iniciativa nossa”, e se apoiou o projeto, disse “tenho muito cuidado. Vamos ver do que se trata e esperar. Enquanto isso, o governador Morales afirmou que o presidente Fernández "é um cara muito sensato e racional", mas "de baixo, o kirchnerismo puro e duro introduz questões que aprofundam a rachadura e nos fazem retroceder", sobre se o presidente apoiou o projeto afirmou "ele ( pois Fernández) não quer, já falei sobre isso pessoalmente, é uma questão de gravidade institucional. Eu perguntei a ele e ele disse que não”, e pediu aos senadores que estão promovendo o projeto “pararem de sacanear um pouco o presidente”.
Em 14 de março, o presidente do Tribunal Supremo de Jujuy, Pablo Baca, renunciou ao cargo, após ser acusado de estupro, e negou a veracidade das gravações, que “foram manipuladas e publicadas no portal El rocket a la Luna”.

### Investigação sobre a morte do promotor Nisman
Em 27 de dezembro, a Ministra Frederic anunciou a intenção de revisar a perícia realizada em 2017 pela Gendarmaria Nacional juntamente com 34 peritos que concluíram que o procurador Alberto Nisman, encontrado morto em 18 de janeiro de 2015 em seu apartamento, foi baleado na cabeça e depois a cena do crime foi modificada para simular um suposto suicídio. O referido promotor havia denunciado a então presidente Cristina Fernández de Kirchner e o chanceler Héctor Tímerman pelo crime de encobrimento do atentado contra a AMIA em 1994.
A iniciativa gerou forte rejeição na Justiça federal e de ex-funcionários do governo anterior, por exemplo, o procurador Eduardo Taiano, encarregado da investigação, destacou que "não há previsão de realização de nova perícia" e que o laudo feito pela Gendarmeria é "válido" enquanto a ex-ministra Patrícia Bullrich e o deputado nacional Waldo Wolff mencionaram via Twitter que a Gendarmeria atuou como "auxiliar da justiça" e que "só a justiça pode pedir a perícia".
Em 1 de janeiro, estreou na plataforma de streaming Netflix um documentário sobre a morte do promotor Nisman, intitulado Nisman. O promotor, o presidente e o espião. Nela, o atual presidente Alberto Fernández aparece em entrevista, feita em 2017, onde afirma: “Até hoje duvido que tenha se suicidado”. No entanto, rectificou as suas palavras numa entrevista à Rádio 10 após a transmissão do documentário, assegurando que "as provas acumuladas não dão azo a pensar que houve um homicídio" e que "gostaria de saber o que aconteceu a Nisman e se se suicidou, saber porquê" enquanto em declarações ao jornal Clarín afirmou que os relatórios periciais da Gendarmaria "faltam qualquer rigor científico"
Em 3 de janeiro, o ministro Frederico, em entrevista coletiva, garantiu que será feita uma revisão técnico-administrativa da perícia, enquanto o chefe de gabinete Santiago Cafiero afirmou que o presidente “apoia a tarefa que o ministro está realizando”.

## Política de defesa

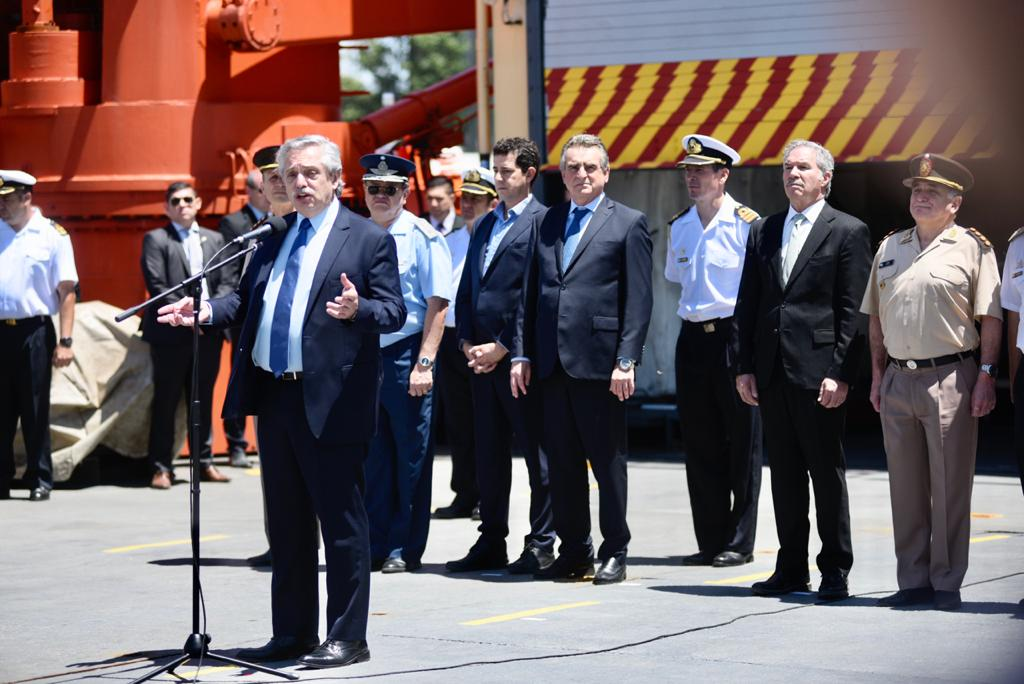
Fernández a bordo do ARA Almirante Irízar (Q-5).

Na área de defesa, assumiu Agustín Rossi, que já havia exercido o cargo durante o governo de Cristina Fernández de Kirchner (2013-2015). A diretriz geral do governo é usar as Forças Armadas apenas diante de agressões externas e não comprometer a segurança interna. Rossi levanta o reequipamento militar e a importância do investimento em tecnologia como um dos eixos de sua gestão. A cooperação internacional é incentivada com preferência para os países latino-americanos.
Rossi propõe o reequipamento militar como um dos eixos de seu governo. Durante sua gestão como deputado nacional, apresentou projeto de lei nesse sentido, ainda pendente de aprovação, que cria o Fundo Nacional de Aparelhamento das Forças Armadas (Fondef) e estabelece aumento de itens. Segundo Rossi “o investimento e desenvolvimento em tecnologia é um dos pilares sobre o qual devemos sustentar a atividade das Forças Armadas”. Ele também destacou a importância da indústria de defesa, citando que ela “gera empregos” e melhora “a cadeia produtiva”. Segundo Rossi, "às três pernas que a indústria de defesa tem, que são as fábricas militares, os estaleiros e a fábrica de aeronaves argentina, devemos acrescentar a aliança estratégica que temos que ter com a Invap para o desenvolvimento dos produtos tecnológicos mais avançados".

### 2020
Em 21 de fevereiro de 2020, Fernández emitiu quatro decretos por meio dos quais nomeou novos chefes das Forças Armadas. O general de brigada Juan Martín Paleo tornou- se chefe do Estado-Maior Conjunto das Forças Armadas ; General de Brigada Agustín Cejas em Chefe do Estado-Maior do Exército ; o contra-almirante Julio Guardia, chefe do Estado-Maior da Marinha ; e o Brigadeiro Xavier Isaac , Chefe do Estado-Maior da Força Aérea Argentina.
Em 1 de março, o presidente Fernández anunciou a promoção post mortem dos 44 tripulantes do submarino ARA San Juan, naufragado em 15 de novembro de 2017 após sofrer uma implosão, quando se deslocava da Base Naval de Ushuaia para a Base Naval de Mar del Plata.
Em 19 de março de 2020, a Operação Militar General Manuel Belgrano começou a lidar com a pandemia de Covid-19 na Argentina. Foi a maior mobilização das Forças Armadas Argentinas desde a Guerra das Malvinas.
Em 27 de março de 2020, foi entregue pela FAdeA à Força Aérea Argentina uma aeronave Pampa III, destinada à VI Brigada Aérea sediada em Tandil.
Em setembro de 2020, por meio do Decreto 762/2020, alguns navios obsoletos da Marinha Argentina foram desativados e supostamente seriam substituídos por navios de fabricação nacional.
Em 30 de outubro de 2020, foi publicado o Decreto pelo qual foi aprovada a lei do Fundo de Defesa Nacional (FONDEF), criado para reequipar as Forças Armadas.

#### 2021
Em março de 2021, Fernández acertou com a INVAP a produção de cinco unidades do radar primário argentino 200 por 9,2 bilhões de pesos. Os dispositivos serão atribuídos ao Sistema Nacional de Vigilância e Controle Aeroespacial da Força Aérea Argentina. Em abril a aviação adquiriu um Boeing 737-700 para a I Brigada Aérea e em setembro recebeu a primeira de um total de 12 aeronaves de transporte leve TC-12B Huron. Em março de 2022, o Esquadrão Twin Otter foi designado para a Base Aérea Militar de Río Gallegos, que recuperará a hierarquia da brigada aérea. Finalmente, em 3 de fevereiro de 2023, a base passou a se chamar X Brigada Aérea. Posteriormente, em julho do mesmo ano, foi anunciada a compra de um Saab 340B, para reforçar as capacidades de transporte da Força Aérea Argentina. A aeronave chegou ao país em fevereiro de 2023, sendo designada para a I Brigada Aérea Palomar. Refira-se que o concurso para o ano de 2021 caiu e voltou a ser licitado no ano de 2022.
O ministro Rossi pediu demissão em agosto de 2021 e foi substituído por Jorge Taiana.
Em 9 de agosto de 2021, o estaleiro Tandanor em Buenos Aires anunciou a construção de doze rebocadores TND-26-40 para a Marinha (7 dos quais serão do tipo 40 TBP e os outros 5 do tipo 10 TBP, com contribuições do FONDEF); procurar a substituição de rebocadores obsoletos e evitar o recurso a rebocadores privados. Em 2 de setembro de 2021, foi relatado o batimento da quilha da primeira unidade. Posteriormente, em outubro, o Estaleiro Río Santiago de Ensenada lançou o primeiro Barco de Instrução para Cadetes (LICA), denominado ARA Ciudad de Ensenada ; Em março de 2022, foi lançada a segunda unidade, ARA Ciudad de Berisso. Em 28 de dezembro de 2021, o Ministério da Defesa anunciou a construção de um navio polar para a Marinha no estaleiro Tandanor, em Buenos Aires. Em 22 de fevereiro de 2022, o estaleiro Tandanor assinou, juntamente com a empresa finlandesa Aker Artic, um acordo para o projeto básico da embarcação. Este projeto será financiado com contribuições do FONDEF.
Em 14 de dezembro de 2021, o presidente Fernández nomeou o general Guillermo Pereda como chefe do Exército.